# برنار سادوليت
برنار سادوليت (بالألمانية: Bernard Sadoulet) (و. 1944 – م) هو فيزيائي من فرنسا .
وهو عضواً في الأكاديمية الأمريكية للفنون والعلوم .

## جوائز
حصل على جوائز منها:
- Panofsky Prize (2013).